# Signs (singel Snoop Dogga)
Signs (z ang. Znaki) – trzeci singel amerykańskiego rapera Snoop Dogga pochodzący z albumu pt. R&G (Rhythm & Gangsta): The Masterpiece. Gościnnie wystąpili dwaj piosenkarze: Justin Timberlake i Charlie Wilson. Za produkcję utworu odpowiadali duet producencki The Neptunes.

## Notowania
| Notowanie (2005)                       | Najwyższa pozycja |
| -------------------------------------- | ----------------- |
| U.S. Billboard Hot 100                 | 46                |
| U.S. Rhythmic Top 40                   | 24                |
| U.S. Mainstream Top 40                 | 17                |
| U.S. Pop 100                           | 25                |
| Canada Airplay: The Hits Chart Top 100 | 60                |
| Tokio Hot 100                          | 65                |
| Austria Top 75                         | 5                 |
| Danish Singles Chart                   | 3                 |
| Germany Top 100                        | 3                 |
| Ireland Top 50                         | 2                 |
| UK Singles Chart                       | 2                 |
| Switzerland Top 100                    | 5                 |
| Sweden Top 60                          | 58                |
| France Top 100 Singles                 | 13                |
| New Zealand Top 50 Singles             | 4                 |
| Italy Top 50 Singles                   | 7                 |
| South Africa Top 40 Singles            | 3                 |
| ARIA Charts                            | 1                 |
| Greece Top 20                          | 8                 |
| Belgium Top 20                         | 11                |
| Netherlands Top 40                     | 4                 |
| Hungarian Radio Airplay                | 25                |